# Az Orosz Birodalom első világháborús ászpilótái
Az Orosz Birodalom 19 ászpilótája vett részt az első világháborúban. Az ászok nagy része orosz nemzetiségű, de akadnak közöttük lengyel, grúz, ukrán, és lett származású pilóták is.

## Az ászpilóták
| Név                                          | Elért légi győzelem | Nemzetiség    | Rang      | Szolgálati hely                          |
| -------------------------------------------- | ------------------- | ------------- | --------- | ---------------------------------------- |
| †Alekszandr Alekszandrovics Kazakov          | 20                  | Oroszország   | Százados  | Orosz Birodalmi Légierő                  |
| Vaszilij Ivanovics Jancsenko                 | 16                  | Oroszország   | Zászlós   | Orosz Birodalmi Légierő                  |
| Pavel Vlagyimirovics Argejev                 | 15                  | Oroszország   | Százados  | Orosz Birodalmi Légierő, Francia légierő |
| Ivan Vasziljevics Szmirnov                   | 11                  | Oroszország   | Zászlós   | Orosz Birodalmi Légierő                  |
| †Grigorij Eduardovics Szuk                   | 9                   | Litvánia      | Zászlós   | Orosz Birodalmi Légierő                  |
| Donat Makejenok                              | 8                   | Lengyelország | Hadnagy   | Orosz Birodalmi Légierő, Lengyel légierő |
| †Jevgraf Nyikolajevics Krutyeny              | 7                   | Ukrajna       | Alezredes | Orosz Birodalmi Légierő                  |
| Vlagyimir Ivanovics Sztrizsevszkij           | 7                   | Oroszország   | Zászlós   | Orosz Birodalmi Légierő                  |
| Alexander de Seversky                        | 6                   | Grúzia        | Kapitány  | Orosz Birodalmi Légierő                  |
| Ivan Alekszandrovics Lojko                   | 6                   | Oroszország   | Hadnagy   | Orosz Birodalmi Légierő                  |
| Konsztantyin Konsztanytyinovics Vakulovszkij | 6                   | Oroszország   | Kapitány  | Orosz Birodalmi Légierő                  |
| Viktor Georgijevics Federov                  | 5                   | Oroszország   | Hadnagy   | Francia légierő                          |
| †Jurij Vlagyimirovics Gilsher                | 5                   | Oroszország   | ?         | Orosz Birodalmi Légierő                  |
| †Nyikolaj Kirillovics Kokorin                | 5                   | Oroszország   | Zászlós   | Orosz Birodalmi Légierő                  |
| †Ernst Kriszlanovics Leman                   | 5                   | Litvánia      | Zászlós   | Orosz Birodalmi Légierő                  |
| †Ivan Alekszandrovics Orlov                  | 5                   | Oroszország   | Hadnagy   | Orosz Birodalmi Légierő                  |
| Alekszandr Mihailovics Pisvanov              | 5                   | Oroszország   | Zászlós   | Orosz Birodalmi Légierő                  |
| †Eduard Martinovics Pulpe                    | 5                   | Lettország    | Hadnagy   | Orosz Birodalmi Légierő                  |
| Mihail Ivanovics Szafonov                    | 5                   | Oroszország   | Hadnagy   | Orosz Birodalmi Légierő                  |